# 박성인
박성인(朴聖仁)은 대한민국의 남자 탁구 선수였다. 1960년 인도 봄베이 아시아선수권대회에서 이달준, 김지화, 김경준과 단체 동메달을 획득했다.

## 참고
1. ↑  “團體戰 終了 亞洲卓球우리팀 女二位·男三位”. 경향신문. 1960년 12월 14일.
2. ↑  “亞洲卓球 韓國은第二位”. 경향신문. 1960년 12월 12일.
3. ↑  “오늘壯途에「亞洲卓球戰」出戰選手들”. 동아일보. 1960년 12월 8일.